# Lasiodora parahybana

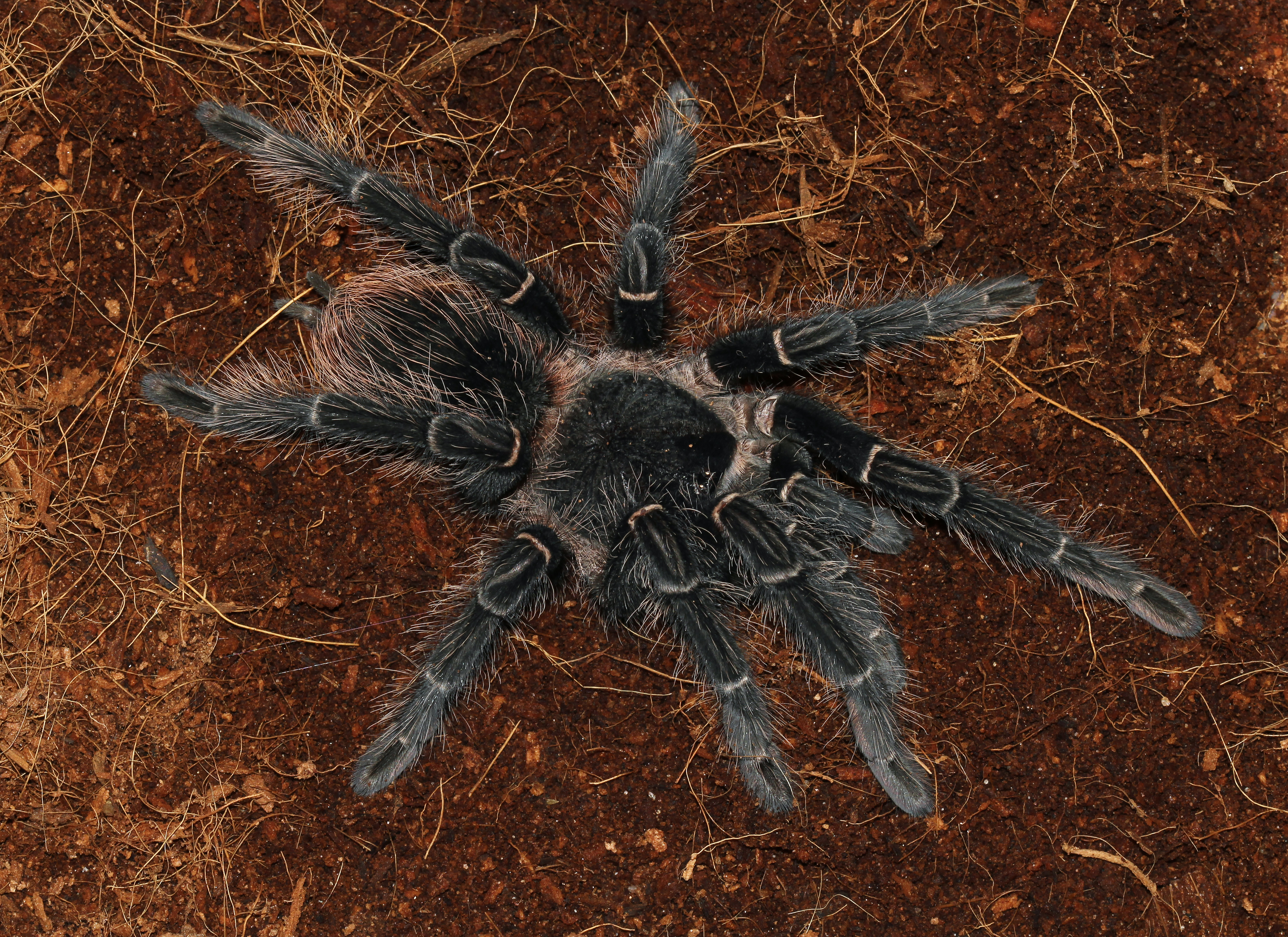
Esemplare maschio di Lasiodora parahybana

Lasiodora parahybana Mello-Leitão, 1917 è una specie di tarantola, endemica dello Stato di Paraíba, in Brasile.

## Descrizione
Con i suoi 20 cm di lunghezza (incluse le zampe) per oltre 100 g di peso, questo ragno è uno dei rappresentanti più grandi al mondo dell'intero ordine Araneae.
La specie fu scoperta dal ricercatore Alexander Tricholis e descritta per la prima volta nel 1917 dallo zoologo Cândido Firmino de Mello-Leitão nelle vicinanze della città di Campina Grande.